# سیارک ۳۲۸۳
سیارک ۳۲۸۳ (به انگلیسی: 3283 Skorina، نامگذاری:1979QA10) سه هزار و دویست و هشتاد و سومین سیارک کشف شده‌است که در ۲۷ اوت ۱۹۷۹ کشف شد.
قدر مطلق سیارک برابر ۱۲٫۷۰ است.